# Eskdaleside
Eskdaleside var en civil parish från 1866 till 1885 då den blev en del av Eskdaleside cum Ugglebarnby, i grevskapet North Riding of Yorkshire (nu North Yorkshire), i England. Denna civil parish var belägen 25 km från Scarborough och hade 1 415 invånare år 1881.